# Pornografia w Japonii

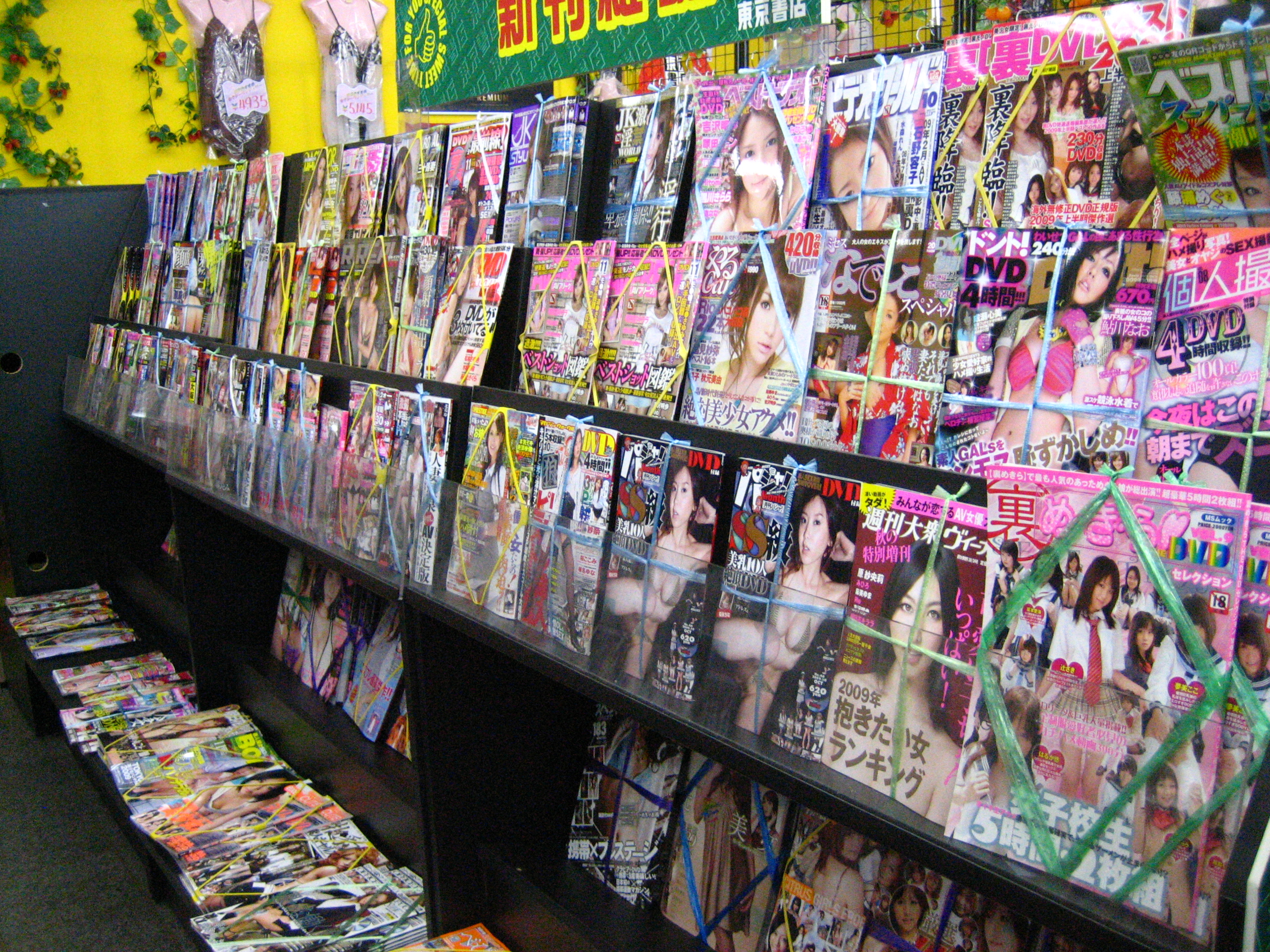
Magazyny pornograficzne w japońskim sklepie

Pornografia w Japonii ma charakterystyczne cechy, które odróżniają ją od pornografii zachodniej. W Japonii filmy pornograficzne nazywane są „filmami dla dorosłych” (AV; Adult Video), więc JAV (Japanese Adult Video) odnosi się do japońskiego przemysłu filmów pornograficznych. Oprócz filmów i magazynów pornograficznych istnieją pornograficzne mangi i anime na Zachodzie znane jako „hentai”. Ponadto występują również pornograficzne gry komputerowe określane terminem „eroge”.
Japońskie prawo z początku XX wieku zawiera przepisy zakazujące rozpowszechniania obrazów genitaliów, które muszą być ukryte lub przesłonięte pikselizacją. Cenzura ta dotyczy również formy rysunkowej i animowanej do 1992 roku zabronione było również rozpowszechnianie obrazów włosów łonowych.

## Filmy dla dorosłych
Filmy dla dorosłych (jap. アダルトビデオ Adaruto Bideo) bądź AV (Adult Video) to japoński termin określający filmy pornograficzne, często używany jako ogólne określenie filmów pornograficznych produkowanych w Japonii. W wąskim znaczeniu tego terminu, filmy dla dorosłych to japońskie filmy pornograficzne kręcone kamerami wideo i dystrybuowane jako domowe filmy wideo. Filmowanie i dystrybucja różni się jednak od różowych filmów (pinku eiga) i romantycznej pornografii (roman porno). Każdego roku w Japonii wydawane są dziesiątki tysięcy filmów AV.
„Filmy dla dorosłych” to nazwa używana wyłącznie w Japonii. W krajach zachodnich podobne dzieła są powszechnie określane jako filmy pornograficzne lub produkcje pornograficzne. Co więcej, wielu zagranicznych filmów pornograficznych nie można nazwać filmami dla dorosłych.
Filmy dla dorosłych legalnie wydane w Japonii wykorzystują obróbkę mozaikową do ukrywania genitaliów (od 2018 r. są one klasyfikowane jako „normalna pornografia”). Dzieła, które nie zostały poddane odpowiedniej obróbce, naruszają art. 175 lokalnego kodeksu karnego (dystrybucji nieprzyzwoitych materiałów).
Przed 2000 rokiem większość japońskich filmów dla dorosłych była wydawana w formacie VHS. Później, wraz z rozwojem technologii, DVD, Blu-ray i dystrybucja cyfrowa stopniowo zastąpiły VHS jako główną formę dystrybucji audiowizualnej. W styczniu 2021 roku trzech producentów filmów dla dorosłych „IDEA POCKET”, „PREMIUM” i „4K-Das!”, wydało pierwsze tytuły w formacie Ultra HD Blu-ray.
W ostatnich latach odnotowano wiele przypadków nielegalnego przesyłania plików, a 3 czerwca 2022 roku firma Soft On Demand uruchomiła stronę internetową poświęconą ochronie praw autorskich „STOP！著作権侵害。” (STOP! Piractwu).

### Przemysł AV w Japonii
AV, czyli filmy dla dorosłych to w Japonii prężnie rozwijająca się branża, warta co najmniej 400 miliardów jenów rocznie. W 1992 roku podano, że w samym Tokio powstawało 11 filmów dziennie kręconych przez ponad 70 firm produkcyjnych. Szacuje się, że rynek AV stanowi około 30 procent wypożyczanych filmów wideo w tym kraju. W 1994 roku oszacowano, że w Japonii w ciągu roku powstaje około 14 000 legalnych bądź nielegalnych filmów AV, w porównaniu do Stanów Zjednoczonych gdzie ukazywało się ich około 2500 rocznie. W wywiadzie udzielonym w 2023 roku badacz w centrum badań zaawansowanych Nauk i Technologii Uniwersytetu Tokijskiego Keisuke Hattori stwierdził, że „liczba wyświetleń w witrynach z filmami dla dorosłych znacznie przewyższa liczbę wyświetleń w serwisie Netflix”.

### Ekspansja AV za granicą

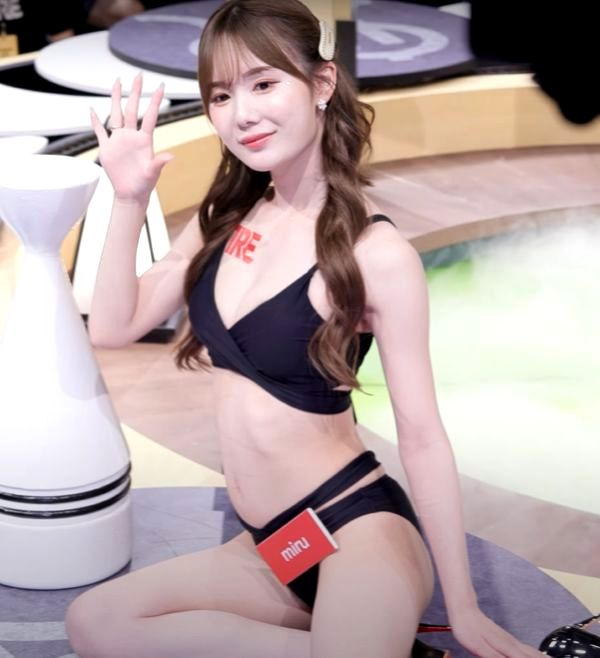
Aktorka AV Miru na Międzynarodowych Targach dla Dorosłych w Tajpej (2023)

Tajwański portal informacyjny NOWnews nazwał Japonię „Imperium porno”, ze względu na różnorodne i świeże treści zawarte w filmach dla dorosłych, z dużą liczbą aktorek oraz wieloma, które są popularne na całym świecie.
Od 2011 roku na Tajwanie odbywają się także targi dla dorosłych sponsorowane przez TAE Taiwan, które następnie w 2017 roku zostały zastąpione przez TRE (Taipei Red Expo) Międzynarodowe Targi dla Dorosłych w Tajpej. Według osoby powiązanej z firmą Lei Qi Technology sponsora TRE na targach obecni są goście nie tylko z Tajwanu, ale także z Japonii, Europy i Ameryki.
W 2016 roku producent filmów AV MAX-A złożył pozew przeciwko 12 firmom na Tajwanie, domagając się odszkodowania za naruszenie praw autorskich.
Natomiast w Chinach ze względu na chiński zakaz i ograniczenia dostępu do Internetu, japońskie filmy dla dorosłych nie mogą być oglądane legalnie. Niemniej jednak są uznawane za undergroundowe, a była idolka AV Sola Aoi jest jedną z najbardziej popularnych japońskich osobowości w tym kraju.
Oficjalne konto Soly Aoi na chińskim serwisie Weibo w połowie 2024 roku śledziło ponad 19,6 miliona osób, więcej od Taylor Swift czy Davida Beckhama.
W 2015 roku wielu Chińczyków krytykowało japoński przemysł filmów dla dorosłych za to, że gardzi kobietami, a niektórzy twierdzili, że „czasami ktoś umieszcza japońską pornografię w chińskim Internecie, ale nie rozumieją, dlaczego w Japonii kwitnie przemysł, który gardzi kobietami”, a inni mówili: „myślę, że Japonia to społeczeństwo, w którym panuje rozwiązłość seksualna. W szczególności przemysł seksualny jest nadmiernie rozwinięty, a problem polega na tym, że moralność seksualna młodych ludzi, takich jak uczniowie szkół średnich, jest na niskim poziomie”.

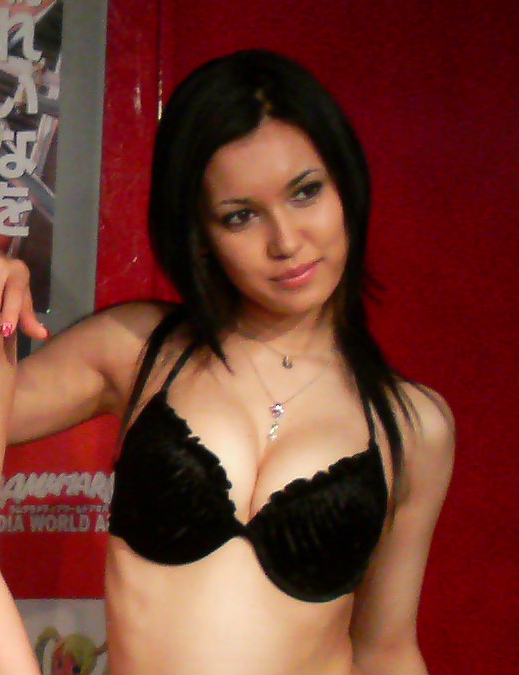
Aktorka AV Maria Ozawa podczas eventu w Akihabarze

Maria Ozawa, która była bardzo popularna w wielkich Chinach i Azji Południowo-Wschodniej, w 2009 roku zajęła 1.miejsce w rankingu „wyszukiwania pięknych kobiet” chińskiej wyszukiwarki Baidu.
Od 2020 roku popularne japońskie aktorki pojawiają się w filmach produkowanych przez chińskie firmy produkcyjne. Początkowo było to zabronione przez prawo w Chinach, ale według reportażysty Minetoshiego Yasudy używają zagranicznych serwerów, aby uniknąć wykrycia. Wpływ japońskich filmów porno jest silny, poprzez występowanie w nich scen wywiadów i filmowania aktorów w różnych pozach. Z drugiej strony reklamy na ciałach aktorów i aktorek dają wgląd w komercyjnego ducha charakterystycznego dla Chin.
Filmy dla dorosłych są również zakazane w Korei Południowej ze względu na konfucjańskie idee i wpływy chrześcijańskie.

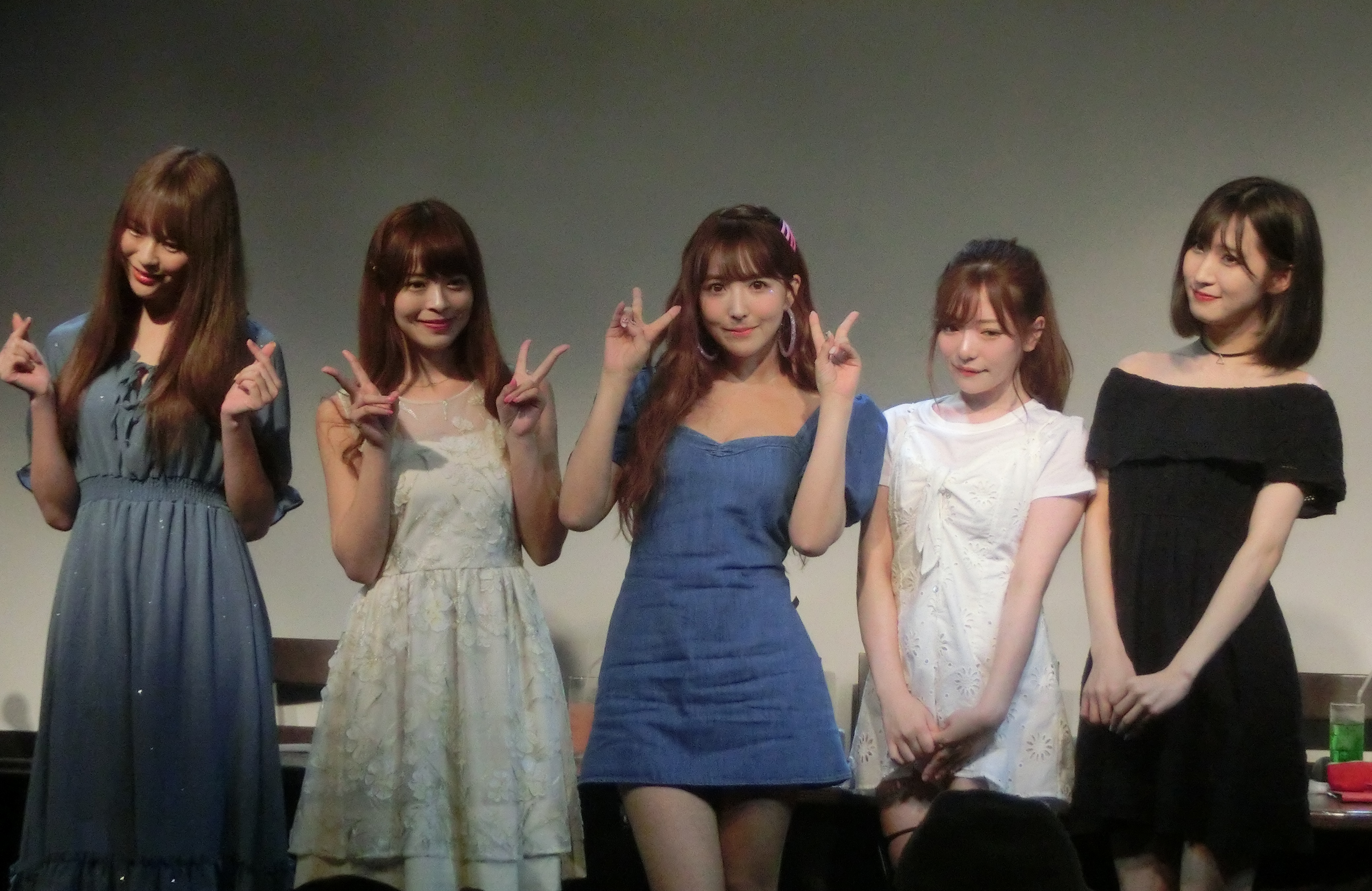
Grupa Honey Popcorn, którą tworzą aktorki AV

Koreański debiut grupy Honey Popcorn, prowadzonej przez idolke AV Yue Mikami, spotkał się z dużym sprzeciwem, szczególnie w koreańskim internecie a wydarzenie, na które zaplanowano debiutanckie spotkanie fanów, zostało odwołane. Z drugiej strony Sola Aoi i aktor AV Shimiken pojawili się w reklamach w Korei Południowej, a poziom tolerancji dla „celebrytów” z filmów dla dorosłych jest tak wysoki lub porównywalny z tym w Japonii.
W 2022 roku południowokoreański dziennik Chosun Ilbo poinformował o działalności Sariny Momonagi, Mari Takasugi i Yuny Ogury a ich pojawienie się w mediach reklamowych spotkało się z krytyką.
19 października 2023 roku w uznaniu działalności artystycznej Yuny Ogury w Korei Południowej, Ogura otrzymała nagrodę Dobrej Woli i Wymiany Kulturalnej podczas 43. ceremonii wręczenia nagród Złotych Kinematografii w Korei Południowej.
Podczas gdy filmy dla dorosłych zyskują popularność w Azji, nie są zbyt popularne w Europie i Ameryce. Dzieje się tak, ponieważ twarze i kształty ciała japońskich kobiet wyglądają na nieletnie. Filmy dla dorosłych nie są także w stylu zachodnich filmów porno i zawierają mozaikę. Niektóre treści, takie jak „Bukkake” czy „Japorn”, zyskały niszową popularność poza Azją.

### Aktorzy AV

#### Aktorka AV

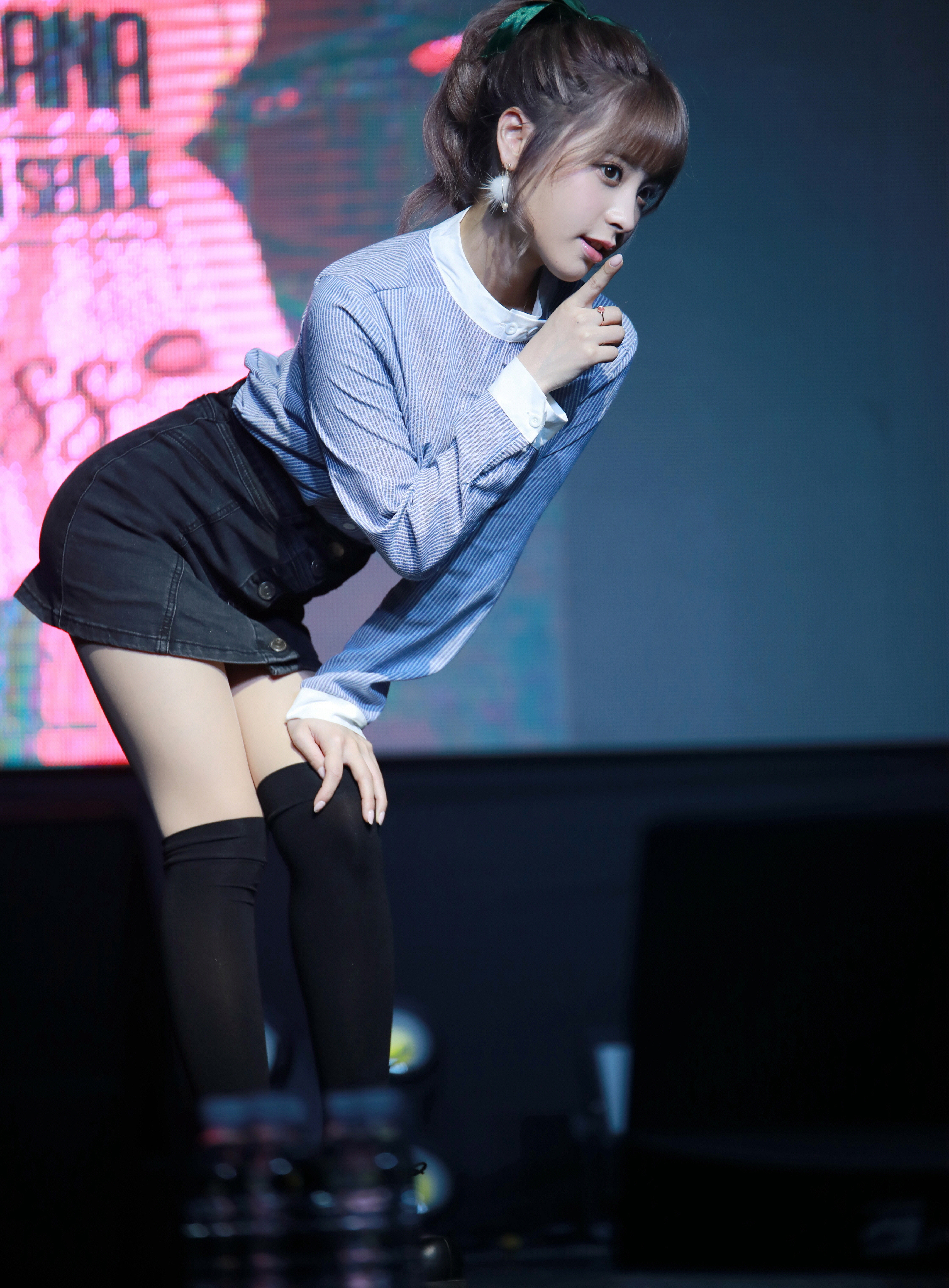
Aktorka AV Kana Momonogi podczas spotkania z fanami

Wraz z nadejściem boomu na filmy dla dorosłych pojawiły się aktorki AV, które zarabiają na życie, występując w filmach AV. Aktorki te wykonują różne „akty” z własnej inicjatywy bądź pod kierunkiem reżysera lub upoważnionej do tego osoby.
Aktorki AV są również zaliczane do popkulturowych idoli japońskiego przemysłu rozrywkowego.
Jednak rzadko można spotkać aktorki, które poważnie studiują „aktorstwo” i stosują je w produkcji filmowej. Poza tym branża bardziej ceni ich seksualność jako główny element ich pracy.

#### Aktor AV

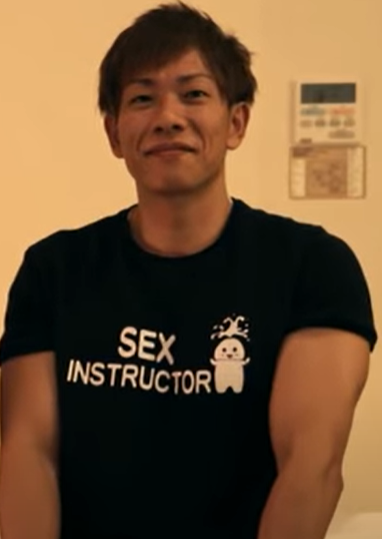
Aktor AV Ken Shimizu podczas wywiadu w 2019 roku

Aktor AV to aktor, który występuje w japońskich filmach dla dorosłych. Od 2019 roku w Japonii jest około 90 profesjonalnych aktorów AV.
Aktorzy AV są zobowiązani do seksu z aktorkami AV w obecności reżysera, kamerzysty bądź innego odpowiedniego personelu.
W większości przypadków muszą oni być w stanie doprowadzić do wytrysku kilka razy dziennie.

### Klasyfikacja
Filmy AV można ogólnie podzielić na indywidualne i planowane. Indywidualne AV koncentruje się na postaciach, a nie na fabule, z dobrze wyglądającymi aktorkami. Z drugiej strony planowane AV, sprzedaje różnorodne gatunki i historie i mniej dba o wygląd.
Ponadto AV można podzielić na kategorie według różnych tematów, takich jak lolicon, stroje marynarskie, masturbacja itp. Katalog AV z 1983 r. zawierał listę 14 różnych tematów filmów dla dorosłych.

### Główne rodzaje ról w przemyśle AV
Słynny reżyser AV „Tarzan” Yagi twierdzi, że odnoszącą sukcesy aktorkę AV powinno się łatwo zidentyfikować poprzez odgrywaną rolę, dodając, że „powinna być rozpoznawalna na pierwszy rzut oka, co ułatwia widzom rozpoznanie typu, który preferuje”.
Niektóre z głównych kategorii odgrywanych ról AV to:

#### Aktorki przebrane za uczennice
- Uczennica (jap. 女子高生 Joshikōsei)

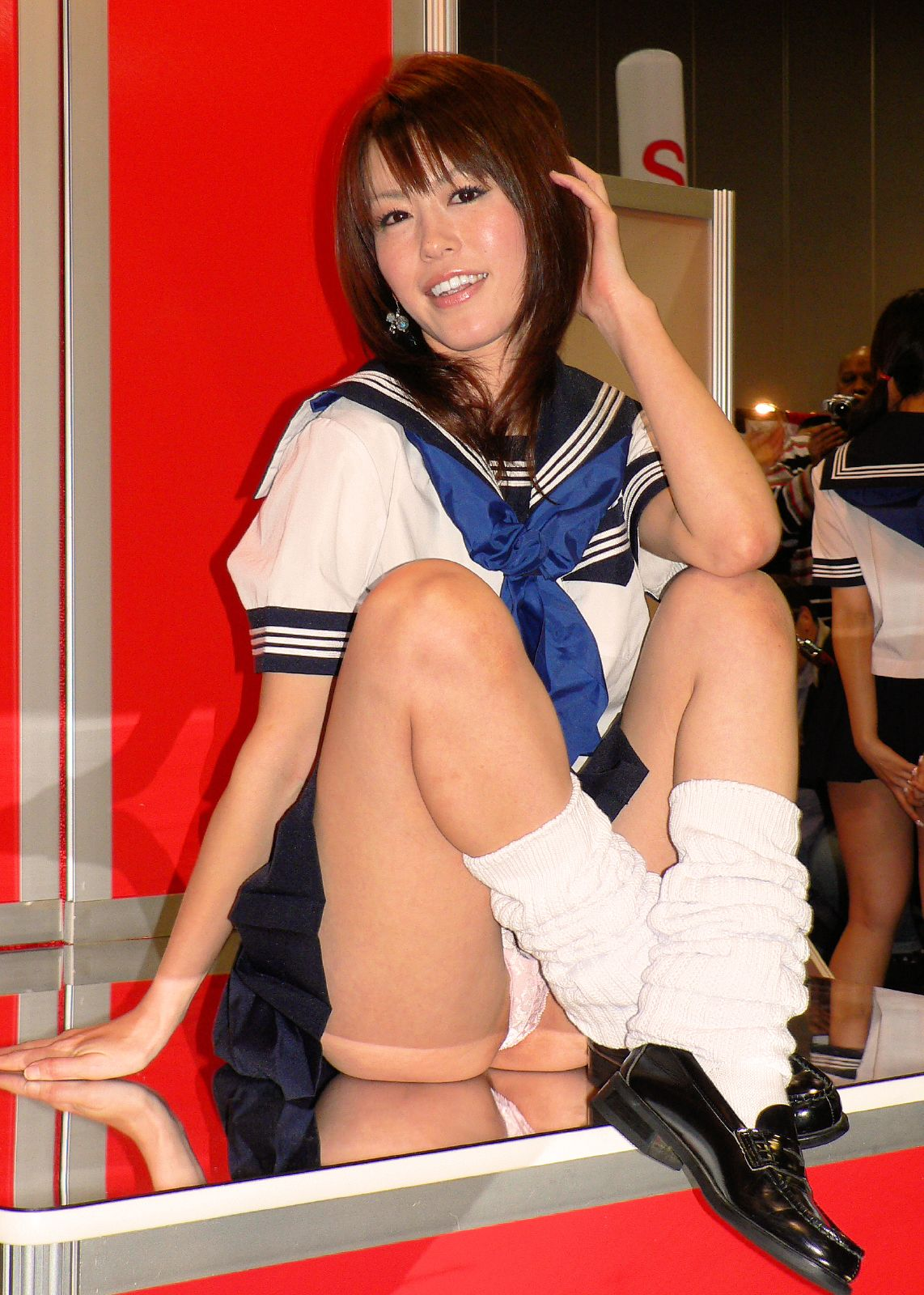
Aktorka AV Ai Himeno w japońskim mundurku szkolnym

Najbardziej dominujący typ japońskiej pornografii skupia się na stereotypie słodkiej („kawaii”) i niewinnie wyglądającej, ale chętnej do seksu uczennicy liceum w szkolnym mundurku. Idolki AV tego typu są niezliczone i ciągle się zmieniają, choć większość z nich ma 18 lat lub nieco więcej. Trend uczennicy jest odzwierciedleniem biznesu JK (koncentruje się on na płatnych randkach z nieletnimi dziewczynami), który jest popularny wśród starszych mężczyzn.

#### Aktorki z dużym biustem
- Cycata (jap. 爆乳 Bakunyū)

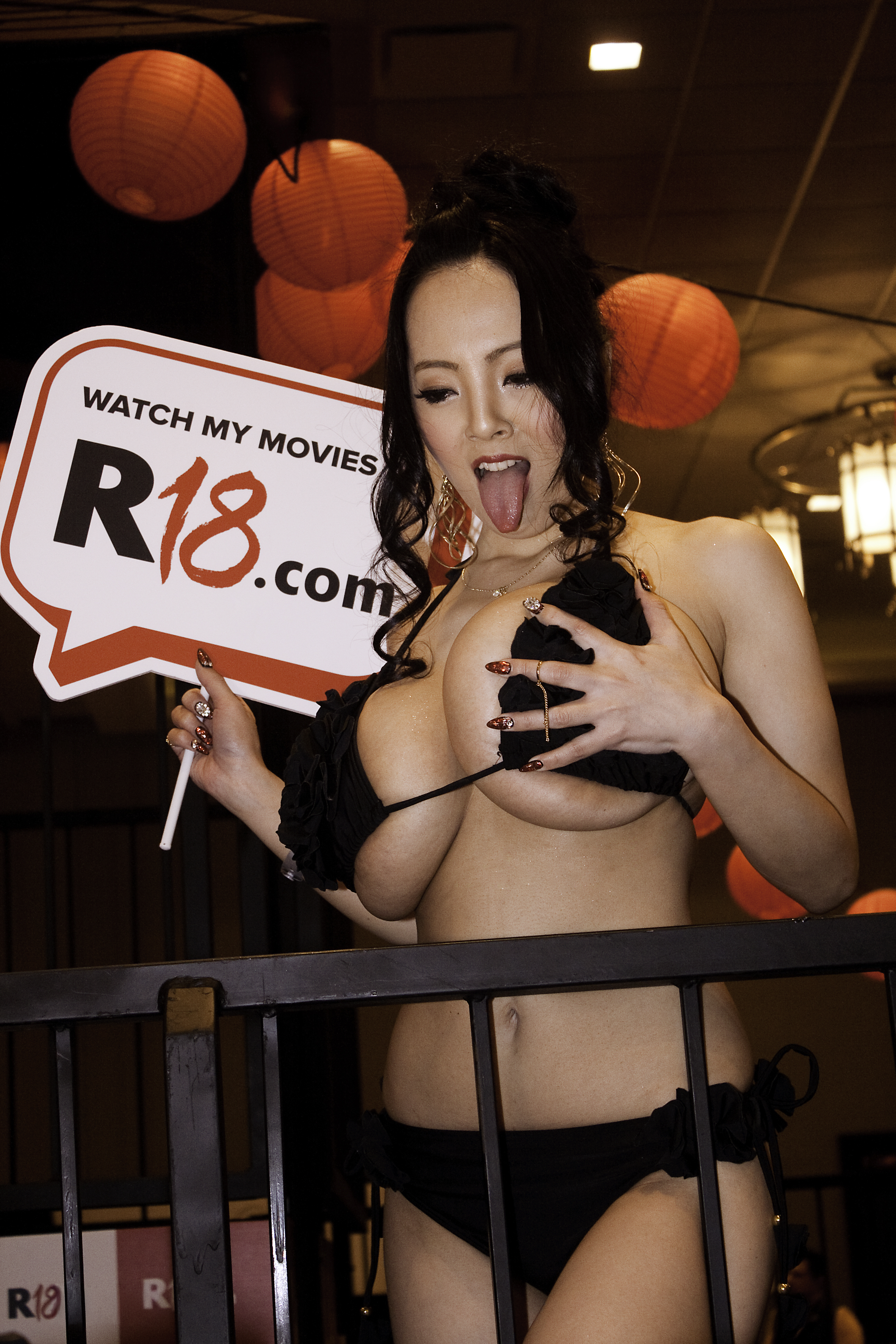
Aktorka AV Hitomi Tanaka podczas AEE Expo 2016

Podczas gdy kilka wczesnych idolek AV, takich jak Kyoko Nakamura i Eri Kikuchi, zyskało popularność głównie dzięki dużym piersiom, Noriyuki Adachi uznaje debiut Kimiko Matsuzaki w 1989 roku za moment, w którym rozpoczął się „boom na wielkie cycki” (jap. 巨乳ブーム Kyonyū būmu).

#### Dojrzałe aktorki
- Dojrzała (jap. 熟女 Jukujo)

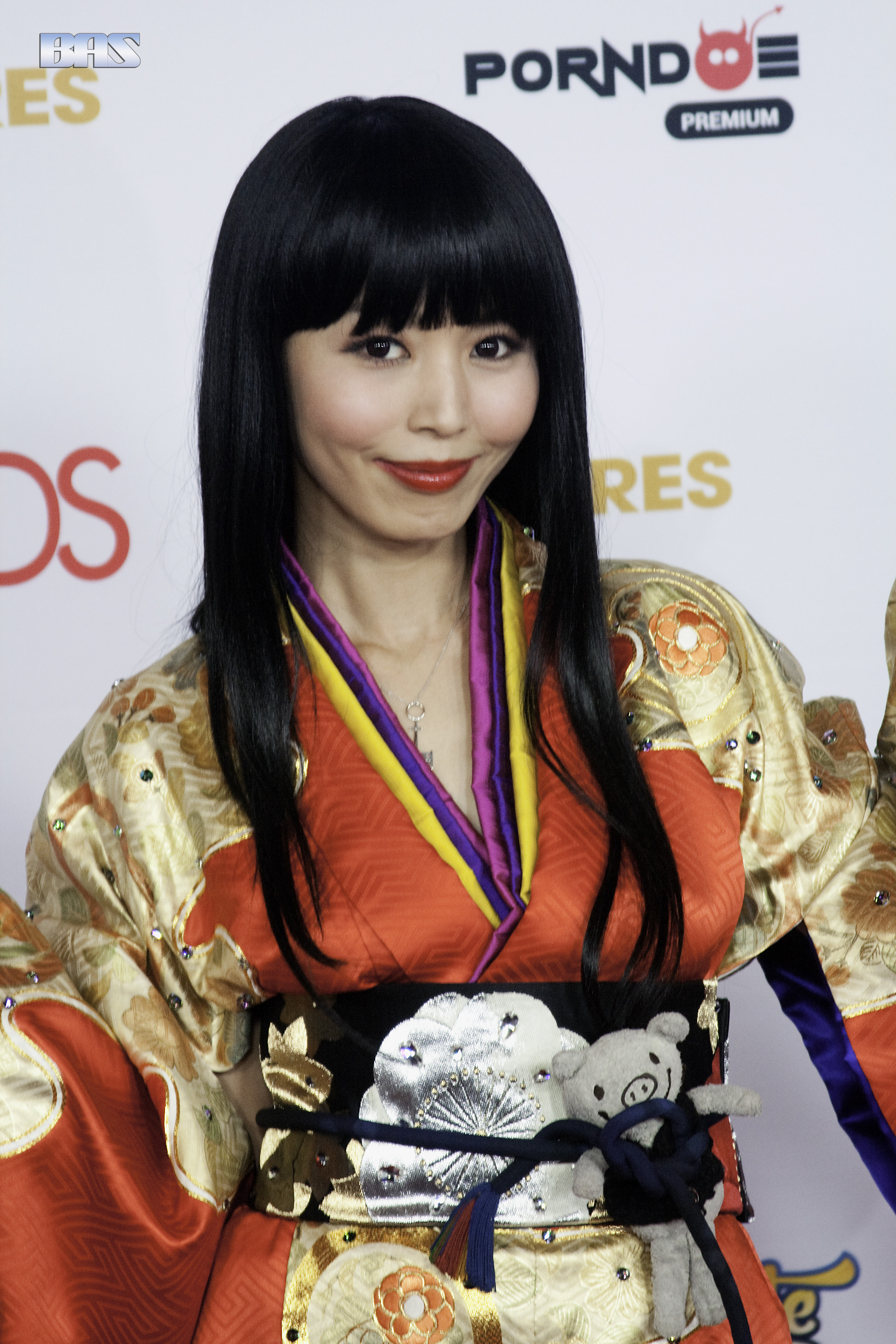
Aktorka AV Marica Hase na gali AVN Awards 2016

Zdecydowana większość aktorek AV debiutuje jako nastolatki, ale w połowie lat 90. pojawił się zauważalny trend w kierunku tytułów z udziałem „dojrzałych kobiet”. Podczas gdy główny nurt jest nadal zdominowany przez młode kobiety, to poszerzenie gustów utorowało drogę „dojrzałym” kobietom, a wiele aktorek zadebiutowało w filmach dla dorosłych po trzydziestce, w tym Aki Tomosaki w 2000 roku, Asuka Yūki w 2005 roku czy Maki Tomoda w 2006 roku, które stały się popularne dzięki swoim kazirodczym rolom. Ponadto niektóre aktorki o szczególnie długiej karierze, takie jak Miura Aika, z czasem zmieniły swoje postacie, na przykład grając dorosłe kobiety o bardziej złożonej seksualności niż w momencie debiutu. W 2011 roku międzynarodowa aktorka Yōko Shimada, która mi.i. grała jedną z głównych ról w popularnym serialu „Szogun”, zszokowała swoich dawnych fanów, odgrywając główną rolę w dwóch filmach AV „Secret Affair”, znanym również jako „Yōko Shimada – Assignation” (TEK-032) i „The Faithless Love” (TEK-034). Trzeba także wspomnieć o studiu Madonna, które koncentruje się na filmach dla dorosłych z udziałem dojrzałych kobiet.

#### NTR
- Rogacz (jap. 寝取られ Netorare)

NTR jest akronimem od netorare (寝取られ), dosłownie tłumaczonym jako rogacz, oznaczającym odebranie komuś żony (partnerki, partnera). W ankiecie opublikowanej przez FANZA 27 grudnia 2018 roku, podsumowującej cechy i popularne gatunki około 140 milionów użytkowników, którzy odwiedzili stronę, wybierali kategorię „Netorare”, która zajęła 1. miejsce we wszystkich segmentach według płci, wieku i regionu.

### Produkcja filmów dla dorosłych
Zgodnie z artykułem 175 japońskiego kodeksu karnego, „Dystrybucji nieprzyzwoitych materiałów”, części intymne nie mogą być bezpośrednio eksponowane. Zatem japońscy producenci filmów dla dorosłych są zobowiązani do wysyłania swoich dzieł do organu etycznego w celu ich oceny przed wydaniem, a tylko te filmy, które przejdą pomyślnie ocenę, mogą być sprzedawane w Japonii.
Niektórzy producenci filmów dla dorosłych rejestrują swoje podmioty prawne za granicą, aby uniknąć cenzury, eksportują nieocenzurowane prace do krajów trzecich w Europie i USA, gdzie przepisy są mniej rygorystyczne i sprzedają je w Japonii poprzez internetowy „import”, te prace określane są terminem „Japorn”.
W 2016 roku kwestia przymuszania do występów w filmach dla dorosłych stała się kwestią społeczną, a w ramach reformy branży utworzono sieć producentów wideo (CCN), stowarzyszenie twórców filmów dla dorosłych i firm produkcyjnych. Ze względu na nowe prawo dotyczące AV, producent Tomoko z grupy Will Honnaka powiedział, że od stycznia 2024 roku od planowania filmu do premiery upłynie sześć miesięcy.

### Treść
Filmy dla dorosłych zawsze zawierają sceny czynności seksualnych, ale w przeciwieństwie do zagranicznej pornografii, kładą także nacisk na wizerunek i wywiady z aktorkami.

## Niebieski film
Niebieskie filmy (jap. ブルーフィルム Burūfirumu) są filmami pornograficznymi, które kiedyś były kręcone na podstawie pornografii. Wiele z nich jest nielegalnych i zakazanych przez prawo.
Począwszy od okresu Taisho (1912-1926) w japońskich ryōtei (tradycyjnych japońskich restauracjach) i onsen (gorących źródłach) regularnie organizowano tajne pokazy filmowe na małą skalę. W powieści Kafū Nagai Udekurabe opublikowanej w 1916 roku, autor pyta: „Czy organizacje członkowskie nie mają tak okrutnego pokazu filmów, jak kiedyś?”. Mówi się, że okres powojenny do około 1952 roku był okresem rozkwitu przemysłu filmowego, a w obszarach Asakusa i Yoshiwara istniało ponad dziesięć stałych miejsc projekcji, pomimo narażenia na ekspozycje. Mówi się, że pośrednicy, głównie gangsterzy, którzy zostali złapani w 1970 roku, wyprodukowali, powielili i sprzedali aż 100 000 taśm filmowych w latach 60., co jest uważane za wierzchołek góry lodowej i daje wyobrażenie o skali popularności. Jednak wraz z pojawieniem się magnetowidów i kaset wideo w latach 70., niebieski film szybko zniknął.

## Filmy zza kulis
Filmy zza kulis (jap. 裏ビデオ Ura bideo) to filmy pornograficzne (filmy dla dorosłych w najszerszym tego słowa znaczeniu), które zawierają sceny, takie jak relacje seksualne, bez jakiejkolwiek mozaiki genitaliów. W Japonii nazywa się to „za kulisami”, ponieważ dystrybucja i sprzedaż odbywa się „za kulisami”, a nie „na zewnątrz”, ponieważ podlega to ustawie o dystrybucji nieprzyzwoitych materiałów. Jest to wersja wideo poprzedniego formatu niebieskiego filmu.
Zgodnie z Ustawą o zapobieganiu i łagodzeniu skutków szkód związanych z pojawieniem się AV (AV出演被害防止・救済法) z 2022 roku, filmy dla dorosłych zostały zdefiniowane jako przedstawiające „osobę biorącą udział w akcie seksualnym”, więc nawet obrazy, które nie są nieprzyzwoite lub nie naruszają prawa autorskiego, mogą być nielegalne, jeśli nie są zgodne z przepisami prawa po akceptacji. Obrazy niezgodne z przepisami prawa (np. umowa z wykonawcą, bezwarunkowe wypowiedzenie umowy na okres jednego roku, obowiązek przywrócenia pierwotnego stanu) mogą być niezgodne z prawem. Jednak wiele filmów zostało pierwotnie nakręconych nielegalnie, na przykład za pośrednictwem serwerów poza granicami kraju, więc nie jest jasne, czy wpłynie to na nie.

## Japorn
Japorn (jap. ジャポルノ Japoruno) skrót od Japońskiego porno (jap. ジャパニーズポルノ Japanīzuporuno) termin ten odnosi się do producentów filmów dla dorosłych zarejestrowanych na rynkach zagranicznych, gdzie pornografia jest legalna, takich jak Stany Zjednoczone i Europa, ale głównym rynkiem zbytu jest Japonia.
Jak wspomniano powyżej, japońscy producenci filmów dla dorosłych są zobowiązani do przedłożenia swojej pracy organowi etycznemu w celu ocenzurowania jej przed sprzedażą w Japonii. Jednak powszechne korzystanie z Internetu umożliwiło obejście cenzury poprzez zarejestrowanie zagranicznego podmiotu prawnego i sprzedaż w Japonii za pośrednictwem stron internetowych.